# Arrest Post-Salduz
Post-Salduz (HR 30 juni 2009, NJ 2009/349) is de roepnaam van een op 30 juni 2009 door de Nederlandse Hoge Raad gewezen arrest, dat betrekking heeft op een Salduz-verweer naar aanleiding van het Salduz-arrest en het Panovits-arrest van het Europees Hof voor de Rechten van de Mens. In deze twee arresten is vastgesteld, dat een (in casu minderjarige) verdachte recht heeft op rechtsbijstand vóór het begin van het politieverhoor.

## Casus en procesgang
Verdachte was wegens schuldheling in hoger beroep door het hof veroordeeld tot 20 uur werkstraf.
Het cassatiemiddel behelsde – in essentie – de klacht dat het hof voor het bewijs gebruik had gemaakt van door de verdachte betwiste verklaringen die hij als minderjarige verdachte tegenover de politie had afgelegd zonder dat hij van rechtsbijstand was voorzien. De klacht refereerde aan artikel 6 EVRM, het recht op een eerlijk proces. Het cassatieberoep werd verworpen.

## Hoge Raad
De Hoge Raad overwoog:

(2.5)  De Hoge Raad leidt uit de rechtspraak van het EHRM af dat een verdachte die door de politie is aangehouden, aan art. 6 EVRM een aanspraak op rechtsbijstand kan ontlenen die inhoudt dat hem de gelegenheid wordt geboden om voorafgaand aan het verhoor door de politie aangaande zijn betrokkenheid bij een strafbaar feit een advocaat te raadplegen. Uit de rechtspraak van het EHRM kan echter niet worden afgeleid dat de verdachte recht heeft op de aanwezigheid van een advocaat bij het politieverhoor. (...)

(2.6)  Het voorgaande ziet zowel op aangehouden strafrechtelijk volwassenen als op aangehouden strafrechtelijke jeugdigen. Opmerking verdient dat voor aangehouden jeugdige verdachten geldt dat zij tevens recht hebben op bijstand door een raadsman of andere vertrouwenspersoon tijdens het verhoor door de politie.

Het cassatieberoep werd verworpen. Het middel faalde, omdat een beroep in cassatie alleen gericht kan zijn tegen handelingen en uitspraken van de rechter (art. 72 RO). "Het middel miskent dat zodat het faalt."

## Belang van het arrest
Het belang van dit arrest, dat regelmatig wordt aangehaald evenals het oorspronkelijke Salduz-arrest van het EHRM, ligt in de rechtsbescherming van de verdachte voor het moment van inverzekeringstelling. Voor het politieverhoor was, en is, in het Nederlandse strafprocesrecht namelijk niets geregeld ten aanzien van rechtsbescherming door middel van bijstand van een advocaat. Daardoor is het mogelijk dat een verdachte een verklaring aflegt die tegen hem kan werken, vóórdat hem afdoende is gewezen op zijn rechten, met name het recht om niet tegen zichzelf belastende verklaringen af te leggen, het nemo tenetur-beginsel. Het nemo tenetur-beginsel wordt vooral uitgelegd als het recht om te zwijgen, zowel nationaal als internationaal.
Wat het Salduz-arrest heeft veranderd voor het Nederlandse strafprocesrecht, is dat de verdachte ook voorafgaand aan de eerste politieverhoren een advocaat toegewezen moet krijgen, niet pas na inverzekeringstelling (daadwerkelijke opsluiting). Na die inverzekeringstelling is het recht op een advocaat wél geregeld, namelijk in art. 40 Strafvordering. Voor de politieverhoren gold dit recht voor het Salduz-arrest niet, zodat het mogelijk was dat er zonder bijstand van een advocaat een bekentenis werd afgelegd.
Dit is wat het Salduz-arrest van het EHRM en in navolging daarvan het arrest van de Hoge Raad belet. Een belastende verklaring (lees: bekentenis) tijdens politieverhoor zonder voorafgaande consultatie van een advocaat, mag niet meer worden toegelaten als bewijs (in beginsel; de uitzonderingen zijn te ingewikkeld voor een algemeen artikel). Voor minderjarige verdachten wordt dit beginsel nog aangescherpt: zij mogen ook tijdens het verhoor een advocaat bij zich hebben.
Wordt een verklaring van een verdachte, zonder rechtsbijstand, tijdens politieverhoor aangevoerd als bewijsmiddel, en heeft de verdachte niet vrijwillig afgezien van zijn recht op rechtsbijstand – met name, door aan te geven dat hij bij zijn verklaring voor politie geen advocaat wilde of nodig had of dat hij vrijwillig een bekentenis wilde doen –, dan zal zo'n verklaring niet als wettig bewijsmiddel mogen worden gebruikt. De rechter zal zo'n bewijsmiddel dan als onwettig niet van toepassing moeten verklaren.